# Нова комунистичка партија Холандије
Нова комунистичка партија Холандије (хол. Nieuwe Communistische Partij Nederland) је политичка партија која делује у Холандији. Основана је 1992. године.

## Деловање
Нову комунистричку партију Холандије основали су комунисти тврдолинијаши, који се нису сложили са вођством Комунистичке партије Холандије да се споје са Зеленом левицом.
НКП Холандије углавном је активна на локалном нивоу. Главно упориште партије је општина Рејдерланд. Њен утицај заступљен је и у општинама Лемстерланд и Хејлу. Партија учествује у коалицијама на националном нивоу, попут Холандског социјалног форума.
Последњих година запажен је пораст чланова Нове комунистичке партије Холандије и пораст активизма, узрок чега је највероватније прилив млађих чланова и присталица.
Године 2003, основана је омладинска организација НКПХ, названа Покрет комунистичке омладине.
Партија је била укључена у оснивање организације КубаСол, одбора за солидарност са Кубом.

## Идеологија
Нова комунистичка партија Холандије подупире владу Фидела Кастра на Куби и социјалистичку струју у Венцуели чији је носилац Хуго Чавез и у Боливији Ево Моралес. Партија је устала против инвазије САД у Ираку. Њени чланови противе се неолиберализму и империјализму, те исказују симпатије према бившем Совјетском Савезу.
Партија је истакнула да је суђење Слободану Милошевићу пред судом у Хагу углавном било неправедно, те се успротивила интервенцији НАТО-а против Југославије 1999. године.

## Међународна сарадња
НКП Холандије учествовала је у раду Међународне конференције комунистичких и радничких партија. Партија такође често сарађује с Радничком партијом Белгије, Немачком комунистичком партијом и Комунистичком партијом Луксембурга.

## Изборни резултати

### Парламентарни избори
| Година | Број гласова | %    | Број посланика |
| ------ | ------------ | ---- | -------------- |
| 1994.  | 11.630       | 0,13 | 0              |
| 1998.  | 5.620        | 0,07 | 0              |
| 2003.  | 4.860        | 0,05 | 0              |